# استخوان پلکی
استخوان پلکی (انگلیسی: Palpebral) یک استخوان پوستی کوچک است که در ناحیه کاسهٔ چشم حیوانات گوناگونی چون تمساح‌ها و دایناسورهای پرنده‌کفل دیده می‌شود.
در پرنده‌کفلان استخوان پلکی گاه شاخه‌ای دارد که از بالای گوشه جلویی کاسه چشم بیرون زده‌است.